# Лозен (Пазарджицька область)
Ло́зен (болг. Лозен) — село в Пазарджицькій області Болгарії. Входить до складу общини Септемврі.

## Населення
За даними перепису населення 2011 року у селі проживали 1019 осіб, з них 998 осіб (99,9%) — болгари.
Розподіл населення за віком у 2011 році:
Динаміка населення: